# Scanning-elektronenmicroscoop

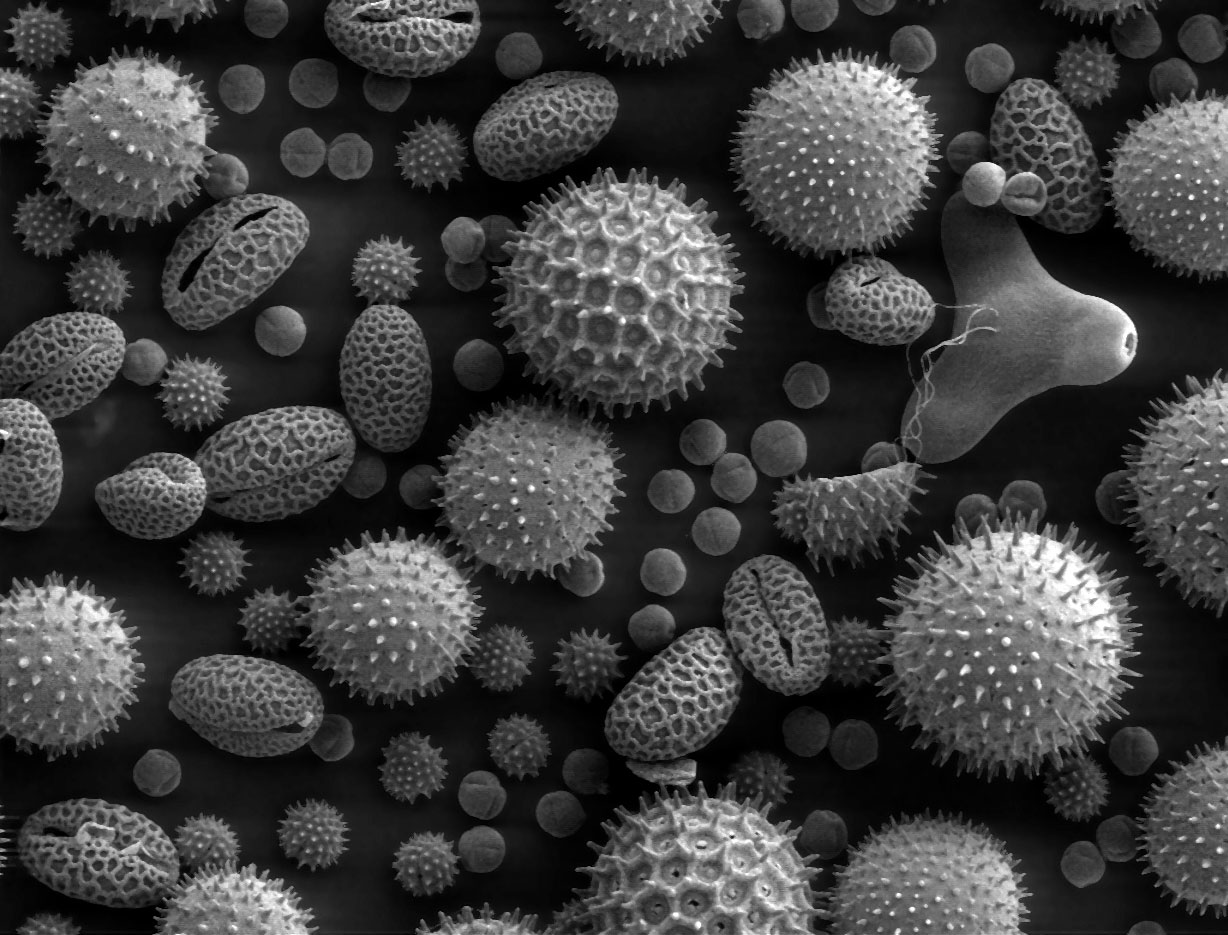
Vergroting van pollen met SEM.

Elektronenemissie-mechanismen. Meer specifiek gaat het hier om de PE: primair elektron, SE: secundair electron, BSE: teruggestrooide elektron en de karakteristieke röntgenstraling.

Elektronenstraal-substraat interacties op verschillende dieptes in een rasterelektronenmicroscoop.

De scanning-elektronenmicroscoop, ook wel rasterelektronenmicroscoop genoemd, is een bepaald type elektronenmicroscoop waarmee de microstructuur van materialen zichtbaar kan worden gemaakt voor het menselijk oog. Het is een belangrijk apparaat voor microscopische materiaalkarakterisering in de studie der materiaalkunde, vastestoffysica en analytische chemie.

## Werking
Een rasterelektronenmicroscoop werkt door middel van een zeer fijne, scherp gefocusseerde elektronenbundel die versneld wordt afgeschoten op het preparaat. De gebruikte versnelspanning varieert tussen 100 V en 30 kV. De bundel wordt uitgelijnd door elektromagnetische velden, die in de elektronenmicroscoop eenzelfde functie vervullen als optische (glazen) lenzen in een lichtmicroscoop. De bundel wordt door elektromagnetische velden snel heen en weer bewogen langs lijnen en na iedere lijn een beetje opgeschoven in de richting loodrecht op de lijn, op de manier waarop een televisiebeeld wordt opgebouwd. Dit gebeurt volgens een beeldraster, vandaar ook de naam. Het preparaat wordt zo gescand.
Bij een FEG-SEM (Field Emission Gun - Scanning Electron Microscope) zijn zelfs vergrotingen van 100 000 keer mogelijk met een resolutie in de orde van een nanometer. Door de grote scherptediepte ontstaat er een sterk 3D-effect, zoals te zien is in de bekende gedetailleerde afbeeldingen van bijvoorbeeld insecten.

## Elektronenemissie-mechanismen
Wanneer deze primaire elektronen op het oppervlak van het preparaat vallen, kunnen er twee dingen gebeuren:
- ten eerste kunnen ze een elektron van het preparaat van zijn plaats stoten dit worden de zogenaamde secundaire elektronen (SE) genoemd (bovenste mechanisme op de afbeelding),
- en ten tweede kan een primair elektron (PE) direct terugkaatsen. Deze worden backscattered (teruggestrooide) elektronen (BSE) genoemd (middelste mechanisme op de afbeelding).
- Verder komen in het geval van de secundaire elektronen röntgenstralen vrij, doordat elektronen van het atoom uit een hoge energietoestand terugvallen in een lagere, waarbij elektromagnetische straling (röntgenstraling) wordt uitgezonden (onderste mechanisme op de afbeelding), in dit geval meestal dus röntgenstralen.

De vrijkomende karakteristieke röntgenstraling kan worden gebruikt om de samenstelling van het materiaal op een specifieke plaats te berekenen, oftewel het materiaal te karakteriseren.

## Beeldvorming
De secundaire en backscattered elektronen kunnen gemeten worden als elektrische stroom en samen met de uit de tijd berekende plaats van de elektronenbundel op dat moment worden gebruikt om een beeld te vormen van het oppervlak van het preparaat.

## Scherptediepte
Rasterelektronenmicroscoop-opnamen vallen meestal op door grote scherpte en scherptediepte. Ze zijn echter monochromatisch, wat betekent dat ze uit slechts één kleur bestaan. Dit kan worden afgeleid uit het feit dat slechts elektronen met één bepaalde energie gebruikt worden, en de waarden dus automatisch in één bepaalde kleur op de foto worden omgezet door de computer. Door beeldbewerking worden de opnamen vaak later ingekleurd, meestal uit esthetische of educatieve motieven (false colour). Hierdoor kunnen de verschillende onderdelen op de foto beter te herkennen zijn in diapresentaties en dergelijke. Dergelijke kleuren hebben echter niet noodzakelijk enige relatie met het afgebeelde onderwerp. Ze geven geen informatie die in het beeld zelf aanwezig is.

Voorbeelden
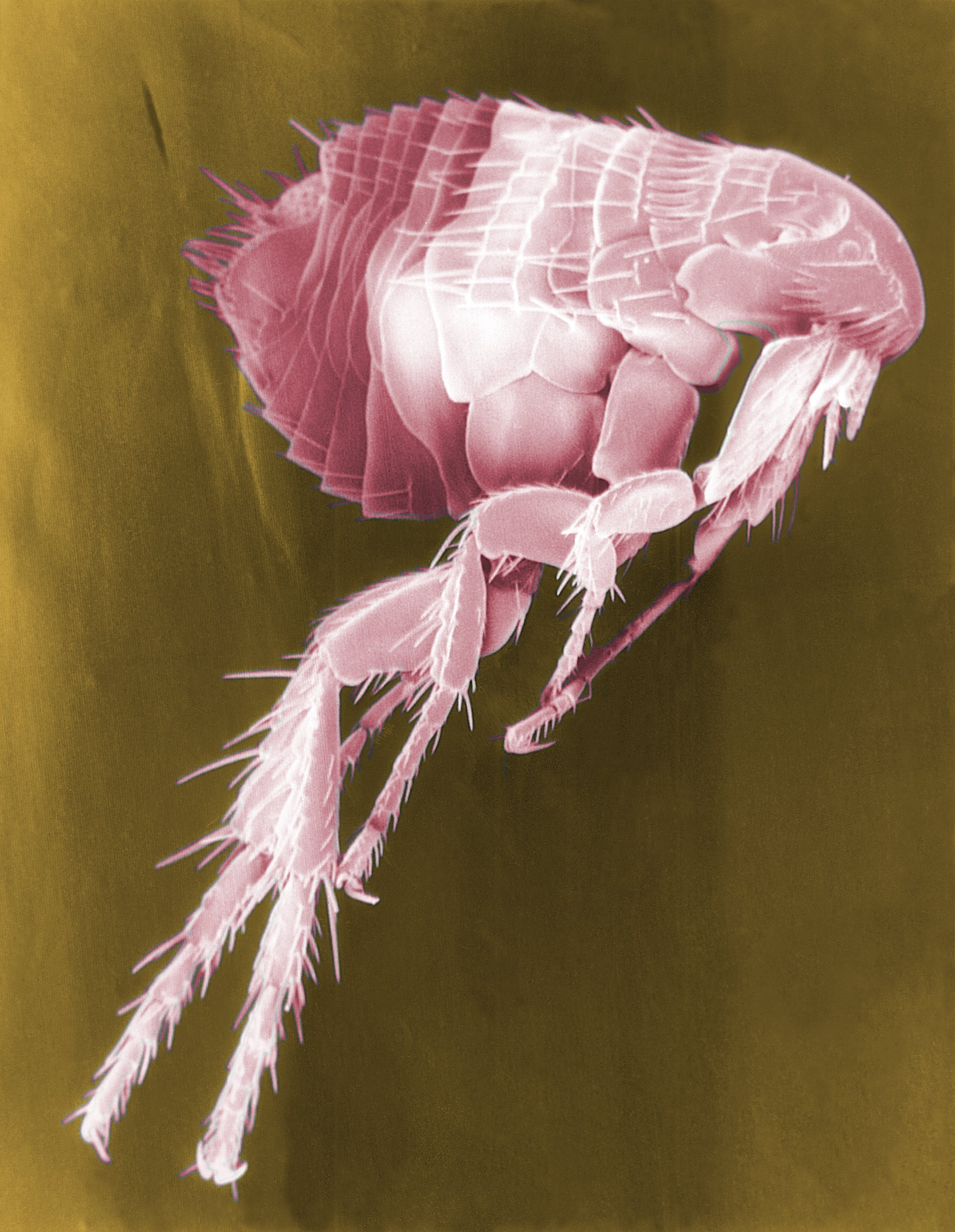
Een vlo onder een rasterelektronenmicroscoop met een valse kleurweergave.
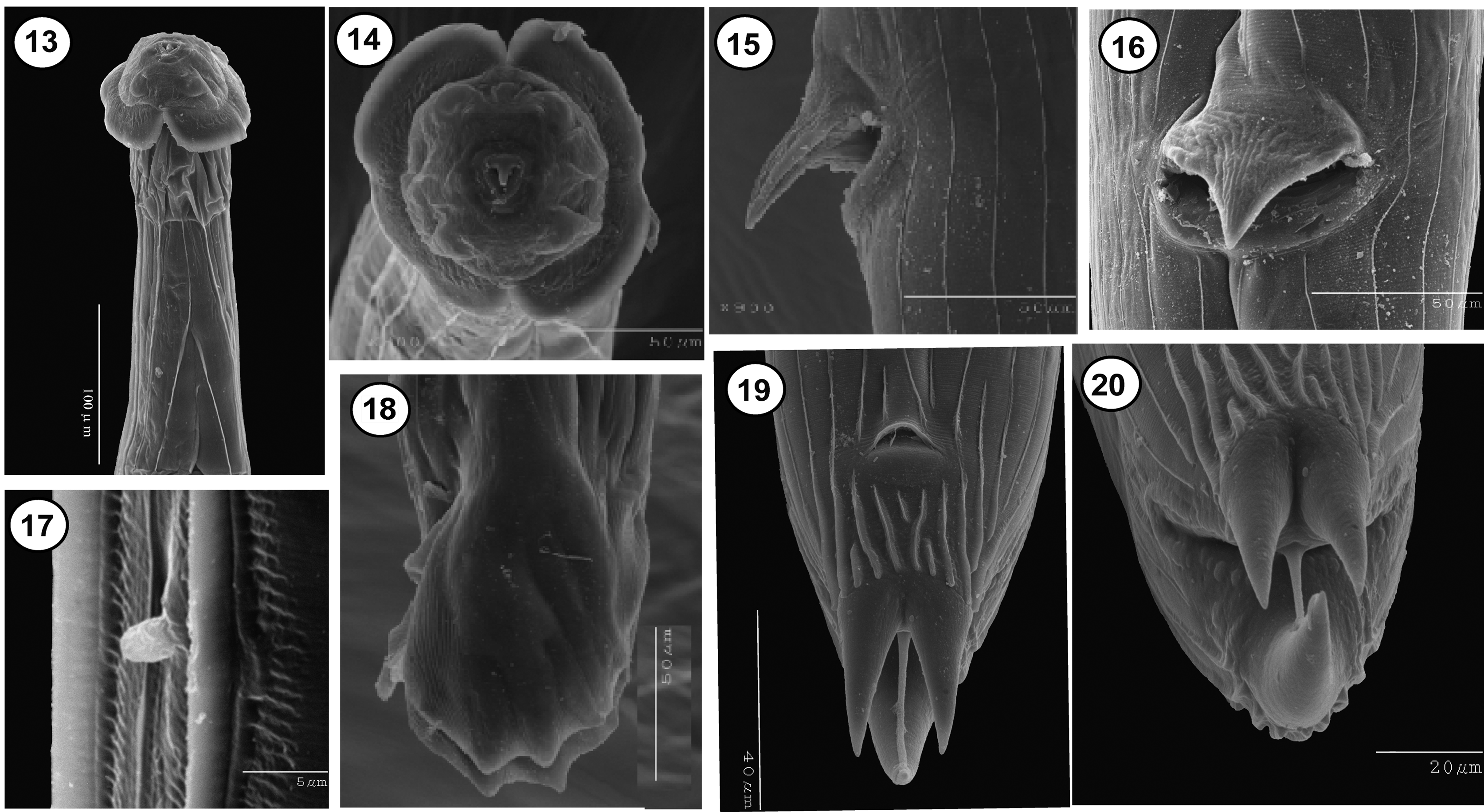
Torrestrongylus tetradorsalis (een rondworm)
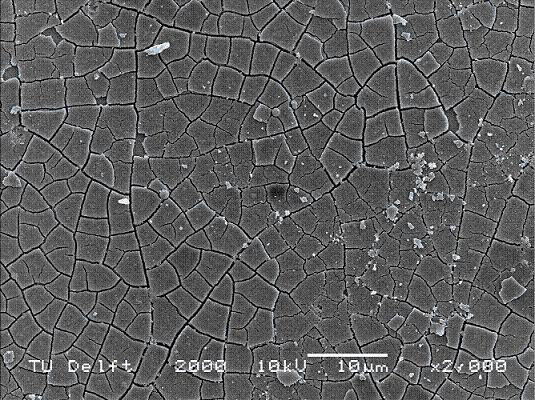
Vergroting van een thin film zinkoxide met SEM.
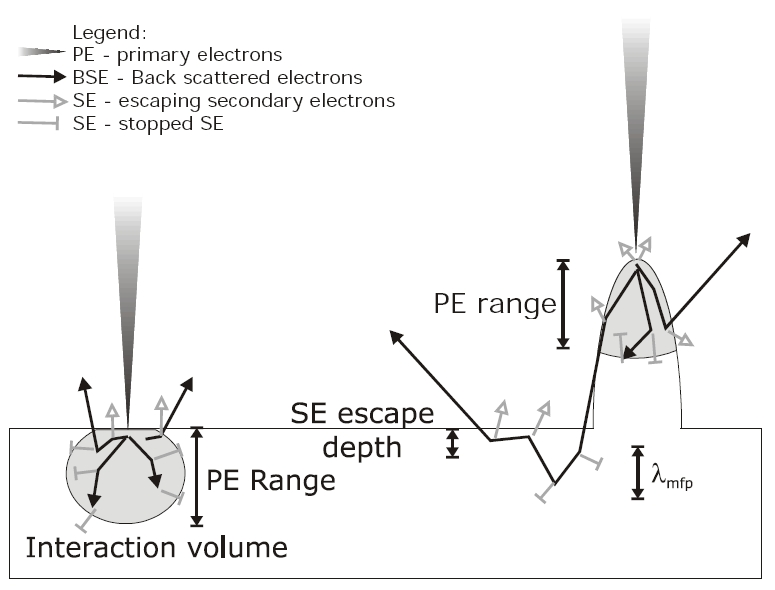
Een 3D-weergave van een hele dunne laag aan het oppervlak kan worden gemaakt door de emissietijd en -energie te berekenen.